# Sega GT 2002
Sega GT 2002 est un jeu vidéo de course automobile développé par Wow Entertainment et édité par Sega en 2002 sur Xbox. Il fait suite à Sega GT sorti sur Dreamcast et PC en 2000 et est un concurrent de Gran Turismo 3 sorti un an plus tôt.
Sega publie une nouvelle version du jeu, titrée Sega GT Online l'année suivante, avec des voitures supplémentaires et des fonctions multijoueur compatibles avec le Xbox Live.

## Système de jeu
Il existe plusieurs modes de jeu :
- Un mode carrière appelé SEGA GT 2002 ;
- Un mode Quick battle permettant de lancer des courses directement, contre des joueurs humains ou contrôlés par l'IA ;
- Un mode Chronicle, qui comprend des véhicules anciens des années 1960 et 1970 ;
- Un mode contre-la-montre, afin de jouer seul et améliorer ses chronos ;
- Un mode dans lequel revoir et éditer ses replays.

### Mode carrière
En mode carrière, le joueur doit gagner de l'argent en remportant des courses. Il débute avec 13000 $ avec lesquels seuls quelques véhicules sont accessibles, puis doit accumuler les victoires afin de pouvoir s'acheter des voitures de plus en plus performantes, et remporter toutes les compétitions.
L'une des caractéristiques originales de Sega GT 2002, est de devoir réparer et entretenir sa voiture entre les courses. Ainsi le jeu ne redonne pas un véhicule neuf à chaque course, c'est au joueur de dépenser une partie de l'argent gagné afin de pouvoir remplacer ses pneus et autres pièces mécaniques, et ainsi de redonner de meilleures performances à son véhicule.
Le jeu inclut une jauge de dégâts qui se remplit au fur et à mesure des chocs rencontrés dans la course. Ce système n'affecte ni la conduite ni l'apparence du véhicule, mais une jauge de dégâts élevée à la fin de la course réduit le prix que se voit attribuer le joueur. De plus, s'il n'a aucun dégâts, le joueur se voit attribuer un bonus.
Il y a des « permis » à passer pour débloquer des courses supplémentaires, mais contrairement aux jeux Gran Turismo, ils consistent simplement en des tours de circuits chronométrés dans lesquels il faut atteindre un certain chrono.
Le joueur dispose d'un garage, dans lequel est visible le véhicule sélectionné. Ce garage est personnalisable, à l'aide d'objets décoratifs que le joueur peur acheter.
Il est possible de revendre ses véhicules. Pour cela, on peut choisir soi-même son prix. Les chances du véhicule d'être vendu dépendent de ce prix, un prix plus bas permettant logiquement de vendre une voiture plus rapidement. Un panneau "for sale" est ensuite affiché à l'extérieur du garage tant que le véhicule est en vente. Comme il faut effectuer des courses afin que le temps passe, une course équivalant à un jour virtuel, il faut faire passer les jours en participant à des courses afin que le véhicule ait des chances de trouver un acheteur. On ne peut par ailleurs mettre en vente qu'une seule voiture à la fois.

### Véhicules
Le jeu comprend plus d'une centaines de voitures, dont un grand nombre sont japonaises.

## Accueil
- Jeux vidéo Magazine : 13/20[1]

## Sega GT Online
Sega GT Online est sorti au Japon en décembre 2003, aux États-Unis en janvier 2004 et en Europe en février 2004. Sa principale nouveauté est l'ajout du jeu multijoueurs en ligne. Il comprend aussi plus de quarante voitures supplémentaires, de nouveaux circuits, et des modes de jeux inédits.